# Dysphania lyra
Dysphania lyra là một loài bướm đêm trong họ Geometridae.